# Samuel Launay
 (octobre 2013).
Samuel Launay est un athlète de l'équipe de France de voile olympique. Le licencié de l'AS Caledonienne, est présent sur le circuit international de la planche à voile depuis 2002. Il est suppléant pour les Jeux olympiques d'été de 2008 à Pékin en RS:X.

## Palmarès

### Jeux olympiques
- Suppléant aux Jeux olympiques d'été de 2008 de Pékin

### Championnat du monde
- 8e du championnat du monde de RS:X en 2008

### Championnat d'Europe
- Troisième du championnat d'Europe de RS:X en 2009